# Lispe hydromyzina
Lispe hydromyzina är en tvåvingeart som först beskrevs av Fallen 1825.  Lispe hydromyzina ingår i släktet Lispe och familjen husflugor. Arten är reproducerande i Sverige. Inga underarter finns listade i Catalogue of Life.